# Pleurothallis stevensonii
Pleurothallis stevensonii är en orkidéart som beskrevs av Carlyle August Luer. Pleurothallis stevensonii ingår i släktet Pleurothallis och familjen orkidéer. Inga underarter finns listade i Catalogue of Life.